# Hans Oldag
Hans Oldag (ur. 2 marca 1901 w Lübtheen, zm. w sierpniu 1978 w North Tonawanda) – amerykański lekkoatleta, uczestnik igrzysk olimpijskich w Los Angeles 1932 r.

## Występy na igrzyskach olimpijskich
Oldag wystartował tylko raz na igrzyskach olimpijskich w 1932 r. Brał udział w maratonie, który się odbył 7 sierpnia 1932 r. Dystans 42,195 km przebiegł w czasie 2:47:26 h zajmując 11. miejsce.

## Rekordy życiowe
- maraton – 2:38:00 (1932)